# Magueija
Magueija is een plaats (freguesia) in de Portugese gemeente Lamego en telt 742 inwoners (2001).